# Le Remplaçant (film)
Pour les articles homonymes, voir Le Remplaçant et Foe.
Pour plus de détails, voir Fiche technique et Distribution.
Le Remplaçant (Foe) est un film australien réalisé par Garth Davis, sorti en 2023.

## Synopsis
Dans un futur proche, Junior vit avec sa femme Henrietta « Hen » dans une ferme isolée. Une nuit, un étranger se présente à leur porte. Il se nomme Terrance et travaille pour une société aérospatiale appelée OuterMore. Terrance annonce que Junior a été recruté pour travailler sur l'Installation, une grande station spatiale en orbite autour de la Terre. Il y restera environ deux ans avant de rentrer chez lui.

## Fiche technique
- Titre : Le Remplaçant
- Titre original : Foe
- Réalisation : Garth Davis
- Scénario : Garth Davis et Iain Reid d'après son roman
- Musique : Oliver Coates, Park Jiha et Agnes Obel
- Photographie : Mátyás Erdély
- Montage : Peter Sciberras
- Production : Iain Canning, Garth Davis, Kerry Kohansky-Roberts et Emile Sherman
- Société de production : Amazon Studios, Anonymous Content, I Am That et See-Saw Films
- Pays :  Australie,  États-Unis, et  Royaume-Uni
- Genre : Drame, romance, science-fiction et thriller
- Durée : 110 minutes
- Dates de sortie : 
  -  Australie : 19 octobre 2023
  -  États-Unis : 6 octobre 2023
  -  France : 5 janvier 2024 (Prime Video)

## Distribution
- Saoirse Ronan (VF : Léopoldine Serre ; VQ : Rachel Graton) : Hen
- Paul Mescal (VF : Aurélien Raynal ; VQ : Xavier Dolan) : Junior
- Aaron Pierre (VF : Daniel Lobé ; VQ : Fayolle Jean Jr) : Terrance

## Accueil
Le film a reçu un accueil mitigé de la critique. Il obtient un score moyen de 44 % sur Metacritic.